# Адміністративний поділ Парижа

Сьогоднішній поділ Парижа на округи

Сьогоднішній Париж поділяється на 20 муніципальних округів (фр. arrondissements municipaux); Дві останні цифри в поштовому індексі Парижа відповідають номерові округу
Нумерація округів іде по спіралі за годинниковою стрілкою від першого округу, що знаходиться в центрі міста, на правому (північному) березі Сени. Муніципальні округи не мають статусу округів на які діляться більші департаменти.
Кожен округ поділяється на чотири квартали (фр. quartiers). Таким чином, в Парижі нараховується 80 адміністративних кварталів (фр. quartiers administratifs), в кожному з яких є своє відділення поліції.

## Історія

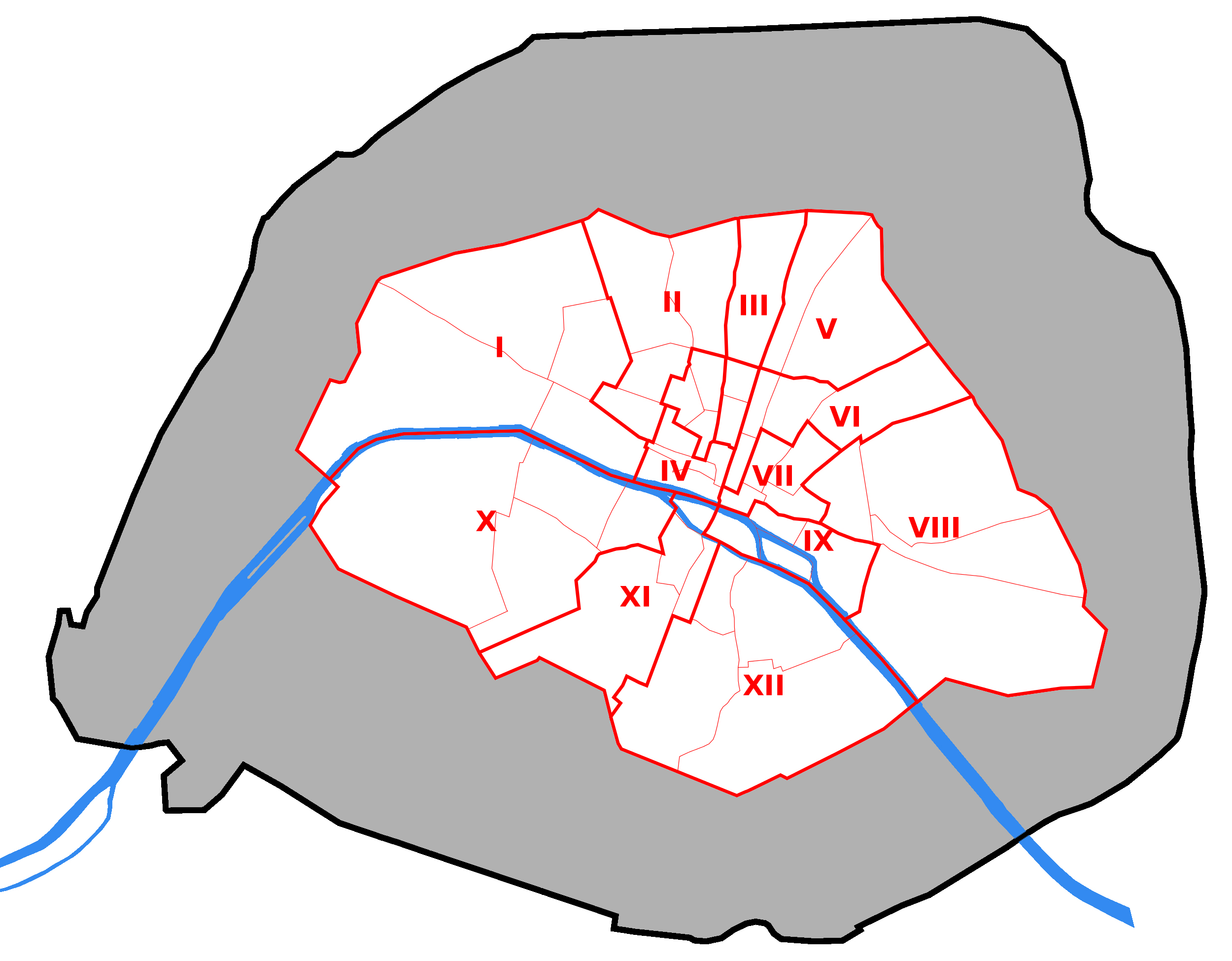
Карта з 12 старими округами. Сірим фоном позначені межі Парижа після укрупнення в 1860 р.

### Перші 12 адміністративних округів
11 жовтня 1795 року Париж був розділений на 12 округів. Їх було пронумеровано із заходу на схід; округи з 1 до 9 знаходилися на правому березі Сени, а з 10 до 12 — на лівому березі. Кожен округ поділявся на 4 квартали, зберігаючи поділ міста на 48 кварталів, прийнятий з 1790 року.
З 1800 року, за рішенням Наполеона, 12 адміністративних округів міста безпосередньо підпорядковувалися наказам уряду.

### Розширення Парижа
До правління Луї-Філіпа, з 1841 до 1845 рр.., було споруджено новий міський мур, який одержав назву «Тьєрський» (de Thiers), таким чином, до міста ввійшли багато комун з околиць Парижа: Гренель, Вожирар, Берсі, Шарон, Бельвіль, Ля-Вілетт, Ля-Шапель, Монмартр, Батіньоль, Пассі та Отей. З 1 січня 1860 року за указом Наполеона III ці комуни було офіційно приєднано до міста, чия територія відразу збільшилася в 2,5 рази, а населення перевалило за мільйон. Нові території і 12 старих округів було перетворено в нинішні 20 адміністративних округів.
Мер кожного округу призначався главою французької держави й обирався з найбільших платників податків. Мер займався лише цивільними актами, військовою повинністю, школами і веденням виборчих списків.

## 20 муніципальних округів
Париж поділяється на 20 округів, кожен зі своєю мерією. Найменший — 2-ий , 99 га, найбільший — 15-й, 850 га. Населення концентрується переважно в округах з сучасним житлом і великими парками — наприклад, в 12-му, 15-му та 19-му округах.
| Округ  | Назва           | Оригінальна назва   | Площа (га) | Населення | Населення | Населення | Населення | Щільність (чол/км²) | Щільність (чол/км²) | Щільність (чол/км²) | Щільність (чол/км²) |
| Округ  | Назва           | Оригінальна назва   | Площа (га) | 1872      | 1954      | 1999      | 2005      | 1872                | 1954                | 1999                | 2005                |
| ------ | --------------- | ------------------- | ---------- | --------- | --------- | --------- | --------- | ------------------- | ------------------- | ------------------- | ------------------- |
| 1      | Лувр            | Louvre              | 183        | 74 286    | 38 926    | 16 888    | (a)       | 40 593              | 21 271              | 9 228               | (a)                 |
| 2      | Біржа           | Bourse              | 99         | 73 578    | 43 857    | 19 585    | (a)       | 74 321              | 44 300              | 19 783              | (a)                 |
| 3      | Тампль          | Temple              | 117        | 89 687    | 65 312    | 34 248    | (a)       | 76 656              | 55 822              | 29 272              | (a)                 |
| 4      | Отель-де-Віль   | Hôtel-de-Ville      | 160        | 95 003    | 66 621    | 30 675    | (a)       | 59 377              | 41 638              | 19 172              | (a)                 |
| 5      | Пантеон         | Panthéon            | 254        | 96 689    | 106 443   | 58 849    | 59 300    | 38 067              | 41 907              | 23 169              | 23 347              |
| 6      | Люксембург      | Luxembourg          | 215        | 90 288    | 88 200    | 44 919    | 45 800    | 41 994              | 41 023              | 20 893              | 21 303              |
| 7      | Пале-Бурбон     | Palais-Bourbon      | 409        | 78 553    | 104 412   | 56 985    | 55 700    | 19 206              | 25 529              | 13 933              | 13 619              |
| 8      | Єлисейські Поля | Élysée              | 388        | 75 796    | 80 827    | 39 314    | 39 200    | 19 535              | 20 832              | 10 132              | 10 103              |
| 9      | Опера           | Opéra               | 218        | 103 767   | 102 287   | 55 838    | 58 800    | 47 600              | 46 921              | 25 614              | 26 973              |
| 10     | Анкло-Сен-Лоран | Enclos-St-Laurent   | 289        | 135 392   | 129 179   | 89 612    | 89 600    | 46 848              | 44 699              | 31 008              | 31 004              |
| 11     | Попенкур        | Popincourt          | 367        | 167 393   | 200 440   | 149 102   | 150 500   | 45 611              | 54 616              | 40 627              | 41 008              |
| 12     | Реї             | Reuilly             | 637        | 87 678    | 158 437   | 136 591   | 139 100   | 13 764              | 24 872              | 21 443              | 21 837              |
| 13     | Гоблен          | Gobelins            | 715        | 69 431    | 165 620   | 171 533   | 177 900   | 9 711               | 23 164              | 23 991              | 24 882              |
| 14     | Обсерваторія    | Observatoire        | 564        | 69 611    | 181 414   | 132 844   | 134 200   | 12 342              | 32 166              | 23 554              | 23 794              |
| 15     | Вожирар         | Vaugirard           | 848        | 75 449    | 250 124   | 225 362   | 231 500   | 8 897               | 29 496              | 26 576              | 27 300              |
| 16     | Пассі           | Passy               | 791        | 43 332    | 214 042   | 161 773   | 146 900   | 5 478               | 27 060              | 20 452              | 18 572              |
| 17     | Батиньоль-Монсо | Batignolles-Monceau | 567        | 101 804   | 231 987   | 160 860   | 160 300   | 17 955              | 40 915              | 28 370              | 28 271              |
| 18     | Монмартр        | Butte-Montmartre    | 601        | 138 109   | 266 825   | 184 586   | 188 500   | 22 980              | 44 397              | 30 713              | 31 364              |
| 19     | Бютт-Шомон      | Buttes-Chaumont     | 679        | 93 174    | 155 028   | 172 730   | 185 400   | 13 722              | 22 832              | 25 439              | 27 305              |
| 20     | Менільмонтан    | Ménilmontant        | 598        | 92 772    | 200 208   | 182 952   | 188 600   | 15 514              | 33 480              | 30 594              | 31 538              |
|        | Булонський ліс  | Bois de Boulogne    | 846        |           |           |           |           |                     |                     |                     |                     |
|        | Венсенський ліс | Bois de Vincennes   | 995        |           |           |           |           |                     |                     |                     |                     |
| Всього |                 |                     | 10 540     | 1 851 792 | 2 850 189 | 2 125 246 | 2 144 700 | 17 569              | 27 042              | 20 164              | 20 330              |

## Райони та історичні центри
- Єлисейські поля (8-й округ) — міський простір, розпланований в XVII столітті як парк-сад. Поступово сад перетворився на проспект, що пролягає від площі Згоди до самої Тріумфальної арки. Одна з визначних пам'яток Парижа і водночас вулиця з великою кількістю магазинів, в туристичних путівниках часто називається найкрасивішим проспектом світу.
- Авеню Монтень (8-й округ) — продовження Єлисейських полів, осередок дорогих бутиків, таких як Chanel, Louis Vuitton (LVMH), Dior, Givenchy.
- Площа Згоди (8-й округ) — початок Єлисейських полів, в минулому відома як площа Людовика XV-го — місце, де колись була встановлена гільйотина. Тепер у центрі площі височить єгипетська стела, найдавніша пам'ятка в місті. Обабіч площі знаходяться два абсолютно однакові будинки: східний будинок займає Міністерство флоту Франції, західний — розкішний готель Hôtel de Crillon. Сусідня Вандомська площа (Place Vendôme) прославилася не лише дорогим готелями (Hotel Ritz і Hôtel de Vendôme), але й завдяки ювелірам. Багатомодних дизайнерів вважають за честь мати тут свої салони.
- Фобур Сент-Оноре (8-й округ) — одне із найпрестижніших місць для знавців моди, де правлять такі марки як Hermès та Крістіан Лакруа (Christian Lacroix).
- Опера (9-й округ) — район навколо Опери Гарньє забудований офісами й великими універмагами. Тут знаходиться головний магазин мережі роздрібної торгівлі Printemps («Весна») та універсальні магазини Galeries Lafayette, а також паризькі відділення фінансових установ Crédit Lyonnais і American Express.
- Монмартр (18-й округ) — історичний район навколо високого пагорба, на вершині якого розташована базиліка Сакре-Кер. Все минуле і теперішнє життя району пронизане духом мистецтва, тут знаходяться численні арткафе й художні студії відомих майстрів.
- Ле Аль (1-й округ) — в минулому центральний Паризький ринок, оспіваний Золя в романі «Черево Парижа». В кінці 1970-х років перетворений на великий торговий центр поруч з важливим транспортним вузлом, що пов'язує регіональні лінії електричок RER з міським метро. Старі споруди в 1971 році були замінені на підземний комплекс Forum des Halles, на поверхні якого видно лише алеї і фонтани, а під його нижнім рівнем розташовані станції залізничного транспорту. Центральний ринок, сьогодні найбільший оптовий ринок в Європі, було перенесено у південне передмістя Rungis.
- Маре (3-й та 4-й округу) — ультрамодний район правого берега. Колишній квартал єврейської громади Парижа сьогодні є втіленням багатокультурності міста.
- Площа Бастилії (на межі 4-го, 11-го, 12-го округів) — місце, де розгорталися гучні історичні події, визначальні не лише для міста, але й для всієї країни. Ця важлива роль і зараз нерідко підтверджується політичними виступами, які тут проводять, наприклад, демонстрація незгоди з «Контрактом першого найму» 28 березня 2006 року.
- Латинський квартал (5-й та 6-й округу). Ще у XII столітті тут почав розвиватися науковий центр, щоправда, в ті роки він простягався всього лише від площі Мобері до Сорбонни. І сьогодні тут процвітає наука й освіта: в цьому кварталі розташовані престижні навчальні заклади, панує жвава атмосфера й розташовано безліч бістро, в яких полюбляють збиратися студенти.
- Монпарнас (14-й округ) — місце проживання творчих особистостей, жартома назване «моїм Парнасом», прославилося великою кількістю художніх студій, музичних театрів, арткафе.
- Дефанс (займає округу Courbevoie, Puteaux, і Nanterre на відстані 2,5 км від центрального Парижа) — найважливіший приміський район Парижа, один з найбільших ділових центрів світу. Забудований високими бізнес-будівлями (зокрема і хмарочосами) навколо центральної вулиці, Дефанс продовжує історичну вісь, що проходить через Єлисейські поля, зі сходу на захід. Спорудження кварталу було ініційоване французьким урядом у 1958 році, зараз в розпорядженні бізнесу 3,5 млн м ² офісних площ, що робить Дефанс першим у світі серед спеціально побудованих бізнес-центрів. Найпримітніша споруда — велетенська центральна арка Grande Arche, побудована на одній осі з Тріумфальною аркою, що служить своєрідною сучасною інтерпретацією цієї історичної будови. Проте всередині нової арки змогло розміститися ціле французьке Міністерство транспорту.